# Кроково (Нідзицький повіт)
Кроково (пол. Krokowo, нім. Krokau) — село в Польщі, у гміні Козлово Нідзицького повіту Вармінсько-Мазурського воєводства.
Населення — 132 особи (2011).
У 1975-1998 роках село належало до Ольштинського воєводства.

## Демографія
Демографічна структура станом на 31 березня 2011 року:
|          | Загалом | Допрацездатний вік | Працездатний вік | Постпрацездатний вік |
| -------- | ------- | ------------------ | ---------------- | -------------------- |
| Чоловіки | 65      | 24                 | 37               | 4                    |
| Жінки    | 67      | 15                 | 40               | 12                   |
| Разом    | 132     | 39                 | 77               | 16                   |